# Snarl
Snarl est un système global de notifications pour système d'exploitation Windows. Les applications peuvent utiliser Snarl pour afficher des notifications de façon cohérente, sur les petits évènements qui paraissent importants à l'utilisateur, dans le même esprit que Growl pour Mac OS X
Les notifications de Snarl peuvent être créés dans différents langages, grâce à des bindings pour le C, C#, C++, Delphi, Java, Python, Ruby, VB6

Snarl est également compatible avec le protocole GNTP ( Growl Notification Transport Protocol) utilisé par Growl.